# Бесборо (острів)
Острів Бесборо (рос. Бесборо) — невеликий острів у затоці Нортон у Беринговому морі біля берегів Аляски.  Він розташований 18 км на захід від материка і 61  км на південний захід від гори Різдва, гори Нулато.
Острів Бесборо простягається з півночі на південь і має лише 3,22 км в довжину та 0,8 км в ширину. Однак він дуже скелястий, висота якого досягає 275 м. Адміністративно цей острів відноситься до району перепису населення Ном, Аляска. Він належить Unalakleet Native Corporation (90%) і Shaktoolik Native Corporation (10%). Його використовують місцеві жителі для проживання та відпочинку, а також глибоководні судна у якості безпечної гавані в штормову погоду. Припливна піщана коса, що тягнеться від північно-східного кута, є місцем вилазки тюленів.
Цей острів був названий 12 вересня 1778 року капітаном Джеймсом Куком (1785, т. 2, с. 479), RN, який опублікував його як «Острів Бесборо». Він є частиною Берингового моря Національного морського заповідника дикої природи Аляски .